# Члени ЦВК Рад України 1-го складу
мЧлени ЦВК Рад України 1-го складу — обрані на 1-му Всеукраїнському з'їзді рад України в кількості 41 члена.

## Члени ЦВК
|    | П.І.Б                                                   | Національність | Місце народження                                             | Партія   |                                                                  |
| -- | ------------------------------------------------------- | -------------- | ------------------------------------------------------------ | -------- | ---------------------------------------------------------------- |
| 1  | Александров Аршак Семенович                             | вірменин       | м. Батум, Кутаисська губернія                                | РСДРП(б) |                                                                  |
| 2  | Анохін Петро Федорович                                  |                | м. Петрозаво́дськ, Олонецька губернія                         | РСДРП(б) |                                                                  |
| 3  | Артамонов Микола Васильович                             |                |                                                              |          | (більш.),                                                        |
| 4  | Сергєєв Федір Андрійович (Артем)                        | росіянин       | Курська губернія                                             | РСДРП(б) | представник з Харкова,                                           |
| 5  | Ауссем Володимир Християнович                           | росіянин       | м. Орел, Орловська губернія                                  | РСДРП(б) | представник з Києва,                                             |
| 6  | Бакинський Сергій Сергійович (Людвиг Маркович Бернгейм) |                | м. Рига, Ліфляндська губернія                                |          | (більш.)                                                         |
| 7  | Бош Євгенія Богданівна (Євге́нія Го́тлібівна Майш)        | німкеня        | м. Аджігіол, Херсонська губернія                             | РСДРП(б) | представниця з Києва,                                            |
| 8  | Бєлєнький Борис Самойлович                              |                | м. Київ                                                      | РСДРП(б) |                                                                  |
| 9  | Горвіц Олександр Борисович                              | єврей          | м. Чуднів, Волинська губернія                                | РСДРП(б) | представник з Києва.                                             |
| 10 | Гухман Борис Адольфович                                 | єврей          | м. Баку, Бакинська губернія                                  | меншовик |                                                                  |
| 11 | Данилевський Микола Степанович                          |                | с. Підставки, Липоводолинського району, Сумської області     | РСДРП(б) |                                                                  |
| 12 | Загребальний Петро Прокопович (більш.),                 | українець      |                                                              | РСДРП(б) |                                                                  |
| 13 | Ерліхерман Ісаак Львович (л. с. р.),                    | єврей          | с. Корбули, Сорокський повіт, Бессарабська губернія          |          |                                                                  |
| 14 | Іванов Андрій Васильович                                | росіянин       | Костромська губернія                                         | РСДРП(б) | представник з Києва                                              |
| 15 | Кулик Ізраїль Юделевич                                  | єврей          | м. Шпола, тепер Черкаської області                           | РСДРП(б) | представник з Києва                                              |
| 16 | Лапчинський Юрій Федорович —                            | росіянин       | Царське Село, Санкт-Петербурзька губернія                    | РСДРП(б) | представник з Кременчука                                         |
| 17 | Люксембург Володимир Сергійович —                       | росіянин       | Санкт-Петербург                                              | РСДРП(б) | представник з Кременчука                                         |
| 18 | Мартьянов Яків Васильович (більш.).                     | українець      | м. Харків                                                    | РСДРП(б) |                                                                  |
| 19 | Медведєв Юхим Григорович                                | українець      | м. Бахмут                                                    | РСДРП(б) | представник з Бахмута                                            |
| 20 | Новіков Андрій (с.-р),                                  |                |                                                              |          |                                                                  |
| 21 | Острогорський Михайло Іванович,                         |                | м. Єльци, Орловської губернії                                | ЦВКУ     |                                                                  |
| 22 | П'ятаков Леонід Леонідович —                            |                | м. Городище, Київська губернія                               | РСДРП(б) | представник з Києва                                              |
| 23 | Піонтковський Олексій Августович (більш.),              |                | Подільська губернія                                          |          |                                                                  |
| 24 | Польдяєв Микола Іванович (більш.),                      |                |                                                              |          |                                                                  |
| 25 | Решетько Полікарп Васильович                            | українець      |                                                              | РСДРП(б) | представник з Ростова-на-Дону                                    |
| 26 | Самбур Іван Савич (більш.),                             |                |                                                              |          |                                                                  |
| 27 | Сєгал Овсій Львович (більш.),                           |                | м. Харків?                                                   |          | https://www.ushmm.org/online/hsv/person_view.php?PersonId=429315 |
| 28 | Сивков Сергій Васильович                                |                | м. Ніжин                                                     | РСДРП(б) | представник з Ніжина                                             |
| 29 | Сілін (більш.),                                         |                |                                                              |          |                                                                  |
| 30 | Слуцький Антон Йосипович (більш.)                       | єврей          | м. Варшава, Королівство Польське                             |          |                                                                  |
| 31 | Смоляков Лазар Абрамович (більш.),                      |                | м. Костюковичи, Могильовська губернія                        | РСДРП(б) |                                                                  |
| 32 | Ємельянов Олександр Васильович (Сурік) (більш.),        |                | м. Тифліс                                                    |          |                                                                  |
| 33 | Тарногродський Микола Павлович,                         |                | с. Залісці (тепер Дунаєвецького району Хмельницької області) | РСДРП(б) |                                                                  |
| 34 | Терлецький Євген Петрович —                             | українець      | с. Лозовий Яр, Пирятинський повіт, Полтавська губернія,      | ПЛСР     | представник з Полтави                                            |
| 35 | Тиняков Юхим Дмитрович —                                | українець      | с. Олексіївка, Зміївський повіт, Харківська губернія         | РСДРП(б) | представник з Харкова                                            |
| 36 | Фіргер Самуїл Львович (більш.),                         |                |                                                              |          |                                                                  |
| 37 | Цейгер Альфред Іванович (більш.),                       |                |                                                              |          |                                                                  |
| 38 | Чупилка Микола Іванович (більш.),                       |                |                                                              |          |                                                                  |
| 39 | Шахрай Василь Матвійович                                | українець      | с. Харківці, Пирятинський повіт, Полтавська губернія         | РСДРП(б) | представник з Полтави                                            |
| 40 | Шелудько Степан Іванович (с.-р.),                       |                |                                                              |          |                                                                  |
| 41 | Шустров (більш.),                                       |                |                                                              |          |                                                                  |